# Metulocyphella
Metulocyphella es un género de hongos en la familia Marasmiaceae. El género contiene dos especies propias de América del Sur. Fue descripta por primera vez por Aeger en 1983.